# Peter Scholl-Latour
Peter Roman Scholl-Latour, né le 9 mars 1924 à Bochum et mort le 16 août 2014 à Rhöndorf (Bad Honnef), est un journaliste et essayiste franco-allemand.

## Biographie
Peter Scholl-Latour est le fils du médecin Otto Scholl-Latour, qui naquit en Sarre et grandit en Lorraine. Otto Scholl-Latour et son épouse, Mathilde Nussbaum, une Alsacienne, s'installèrent à Bochum après la Première Guerre mondiale. À la suite de la prise du pouvoir par les nazis, l'épouse et mère étant d'origine juive ils envoyèrent leur fils au collège Saint-Michel à Fribourg, en Suisse, où il resta jusqu'en 1940. Il obtint son Abitur (baccalauréat allemand) en 1943 à Kassel (Hesse). 
Après avoir tenté sans succès de s'enfuir en France, il décida en 1944 de se joindre à l'armée des partisans yougoslaves, mais il fut arrêté et emprisonné par la Gestapo. Fin 1945, il se porta volontaire pour le commando parachutiste Ponchardier et participa à la guerre d'Indochine.
À partir de 1946 Peter Scholl-Latour fit des études de philologie et de science politique à l'Université Johannes Gutenberg de Mayence et à la Sorbonne. En 1954 il obtint un doctorat ès lettres de la Sorbonne. Après avoir travaillé comme attaché de presse et ensuite porte-parole du gouvernement de la Sarre, il commença des études en langue arabe à l'Université Saint-Joseph de Beyrouth en 1956.
De 1960 à 1963 il travailla pour l'ARD comme correspondant local de presse en Afrique, et fonda en 1963 le studio de l'ARD à Paris qu'il dirigea jusqu'en 1969. De 1969 à 1971 il fut directeur du WDR, puis correspondant en chef du ZDF. En 1983 il devint rédacteur en chef et éditeur du magazine Stern, mais il cessa ce travail après un an. A partir du milieu des années 80 il publia régulièrement des livres non fictionnels et des reportages télévisés.

## Distinctions et prix
- Goldene Kamera en 1968
- Bambi en 1974, 1980 et 1990
- Prix Adolf Grimme en 1977
- Prix Elsie Kühn-Leitz en 1989[1]
- Bayerischer Fernsehpreis et Telestar en 1991
- Hildegard-von-Bingen-Preis für Publizistik en 1999[2]
- Prix Siebenpfeiffer en 2003
- Prix Henri Nannen en 2005
- Chevalier de la Légion d'honneur en 2005[3]
- Officier de l'Ordre du Mérite de la République fédérale d'Allemagne en 2006[4]

## Œuvres (sélection)
- Matata am Kongo. Deutsche Verlags-Anstalt, Stuttgart 1961
- Im Sog des Generals – Von Abidjan nach Moskau. Deutsche Verlags-Anstalt, Stuttgart 1966
- Der Tod im Reisfeld – Dreißig Jahre Krieg in Indochina. Deutsche Verlags-Anstalt, Stuttgart 1980
  - La mort dans la rizière – 30 ans de guerre en Indochine. Hachette, Paris 1981
- Allah ist mit den Standhaften – Begegnungen mit der islamischen Revolution. Deutsche Verlags-Anstalt, Stuttgart 1983
  - Les guerriers d'Allah – 800 millions de musulmans à la conquête du monde. Presses de la Cité, Paris 1986
- Mord am großen Fluß – Ein Vierteljahrhundert afrikanische Unabhängigkeit. Deutsche Verlags-Anstalt, Stuttgart 1986
  - Mort sur le grand fleuve – 25 ans d'indépendance africaine. Presses de la Cité, Paris 1988
- Leben mit Frankreich – Stationen eines halben Jahrhunderts. Deutsche Verlags-Anstalt, Stuttgart 1988
  - Hexagonie – La France sous l'œil critique et fraternel d'un grand journaliste allemand. Presses de la Cité, Paris 1989
- Der Ritt auf dem Drachen – Indochina – von der französischen Kolonialzeit bis heute. Heyne, München 1988
- Der Wahn vom Himmlischen Frieden – Chinas langes Erwachen. Siedler, Berlin 1990
- Das Schwert des Islam – Revolution im Namen Allahs. Heyne, München 1990
  - Au cœur de l'Islam – au nom d'Allah. France Loisirs, Paris 1991
- Den Gottlosen die Hölle – Der Islam im zerfallenden Sowjetreich. Bertelsmann, München 1991
- Unter Kreuz und Knute – Russische Schicksalsstunden. Bertelsmann, München 1992
- Aufruhr in der Kasbah – Krisenherd Algerien (à partir de la 3e édition: Pulverfass Algerien – Vom Krieg der Franzosen zur islamischen Revolution). Deutsche Verlags-Anstalt, Stuttgart 1992
- Eine Welt in Auflösung – Vor den Trümmern der Neuen Friedensordnung. Siedler, Berlin 1993
- Im Fadenkreuz der Mächte – Gespenster am Balkan. Bertelsmann, München 1994
- Das Schlachtfeld der Zukunft – Zwischen Kaukasus und Pamir. Siedler, Berlin 1996
- Lügen im Heiligen Land – Machtproben zwischen Euphrat und Nil. Siedler, Berlin 1998
- Allahs Schatten über Atatürk – Die Türkei in der Zerreißprobe zwischen Kurdistan und Kosovo. Siedler, Berlin 1999
- Afrikanische Totenklage – Der Ausverkauf des Schwarzen Kontinents. Bertelsmann, München 2001
- Kampf dem Terror – Kampf dem Islam? Chronik eines unbegrenzten Krieges. Propyläen, München 2002
- Weltmacht im Treibsand – Bush gegen die Ayatollahs. Propyläen, München/Berlin 2004
- Koloß auf tönernen Füßen – Amerikas Spagat zwischen Nahem und Fernem Osten. Propyläen, München/Berlin 2005
- Rußland im Zangengriff – Putins Imperium zwischen Nato, China und Islam. Propyläen, München/Berlin 2006
- Zwischen den Fronten – Erlebte Weltgeschichte. Propyläen, München/Berlin 2007
- Die Angst des weißen Mannes – Eine Welt im Umbruch. Propyläen, Berlin 2009